# Torrecilla de los Ángeles
Torrecilla de los Ángeles – gmina w Hiszpanii, w prowincji Cáceres, w Estramadurze, o powierzchni 43,29 km². W 2011 roku gmina liczyła 682 mieszkańców.